# Vlotter

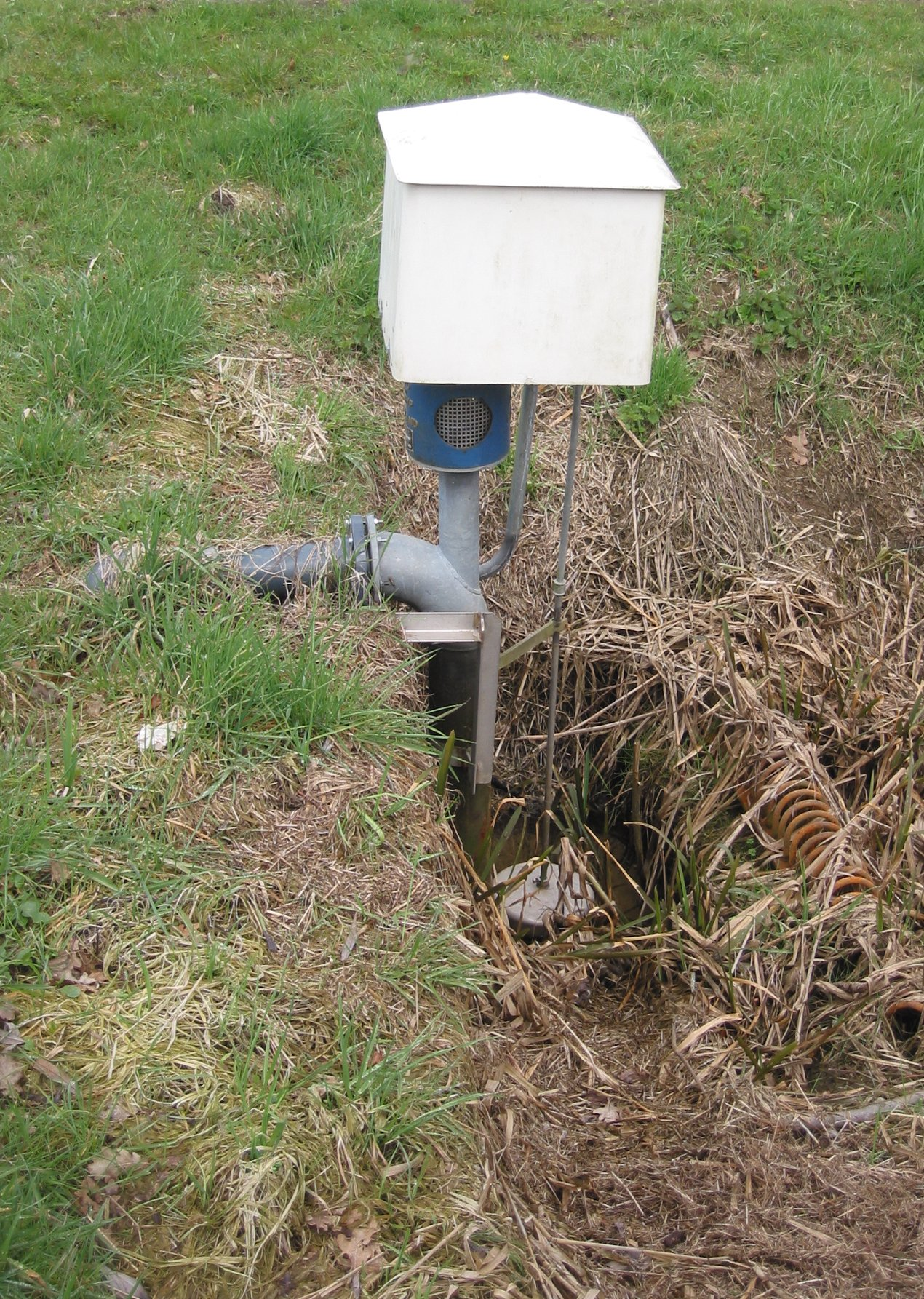
Onderbemalingspomp met vlotterinstallatie

Een vlotter is het deel van een regelaar dat drijft op een vloeistof en langs mechanische weg de regelaar bedient. Zodra het peil van de vloeistof hoger (of lager) wordt dan een vooraf ingestelde waarde, zal de regelaar een signaal afgeven. Ook kan de vlotter mechanisch, door het sluiten van een vlotternaald, zorgen dat het vloeistofniveau op het gewenste niveau blijft.

## Toepassingen
Vlotters worden onder andere toegepast in carburateurs, in de stortbak van het toilet, in kelderpompen, bij Bosman-molentjes en in onderbemalingspompen.